# 德国总理府

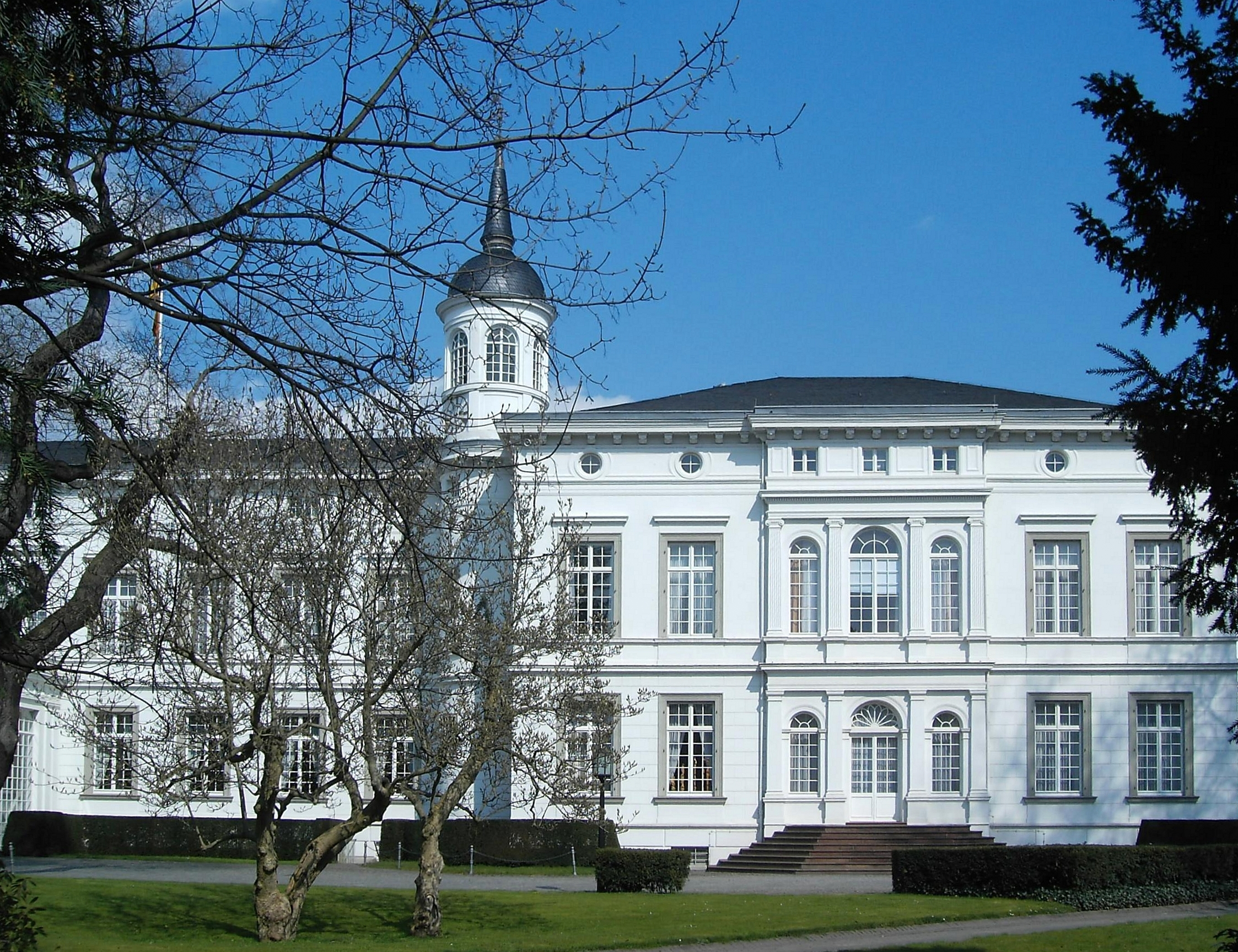
位於波昂的紹姆堡宮，1949年西德成立後至1976年使用，現為總理第二官邸

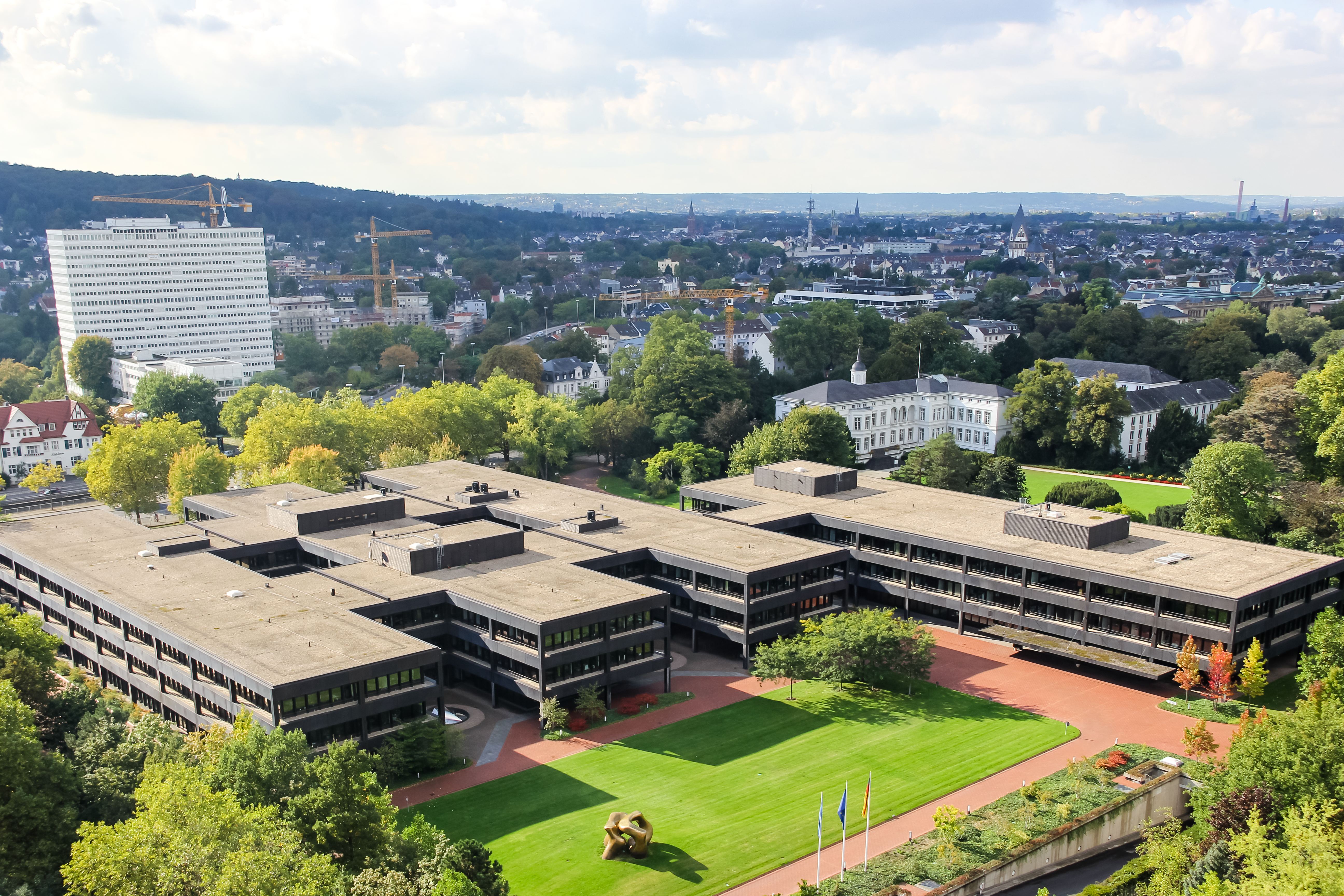
位於波昂的聯邦總理府 (波昂)，1976年至1999年使用，現為聯邦經濟合作及發展部所在地

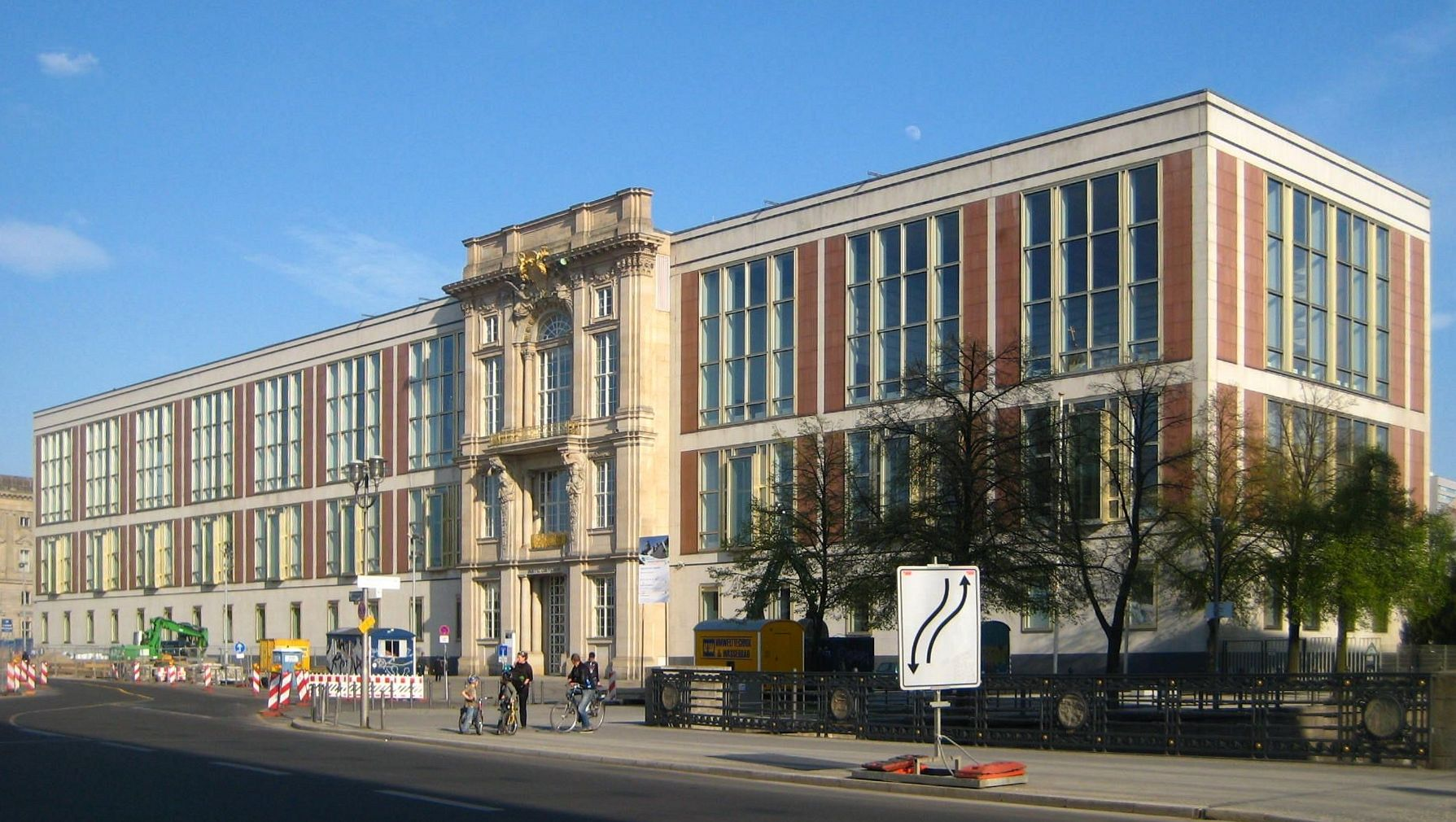
位於原東柏林的國務大廈 (柏林)，短暫於1999年至2001年作為總理府使用

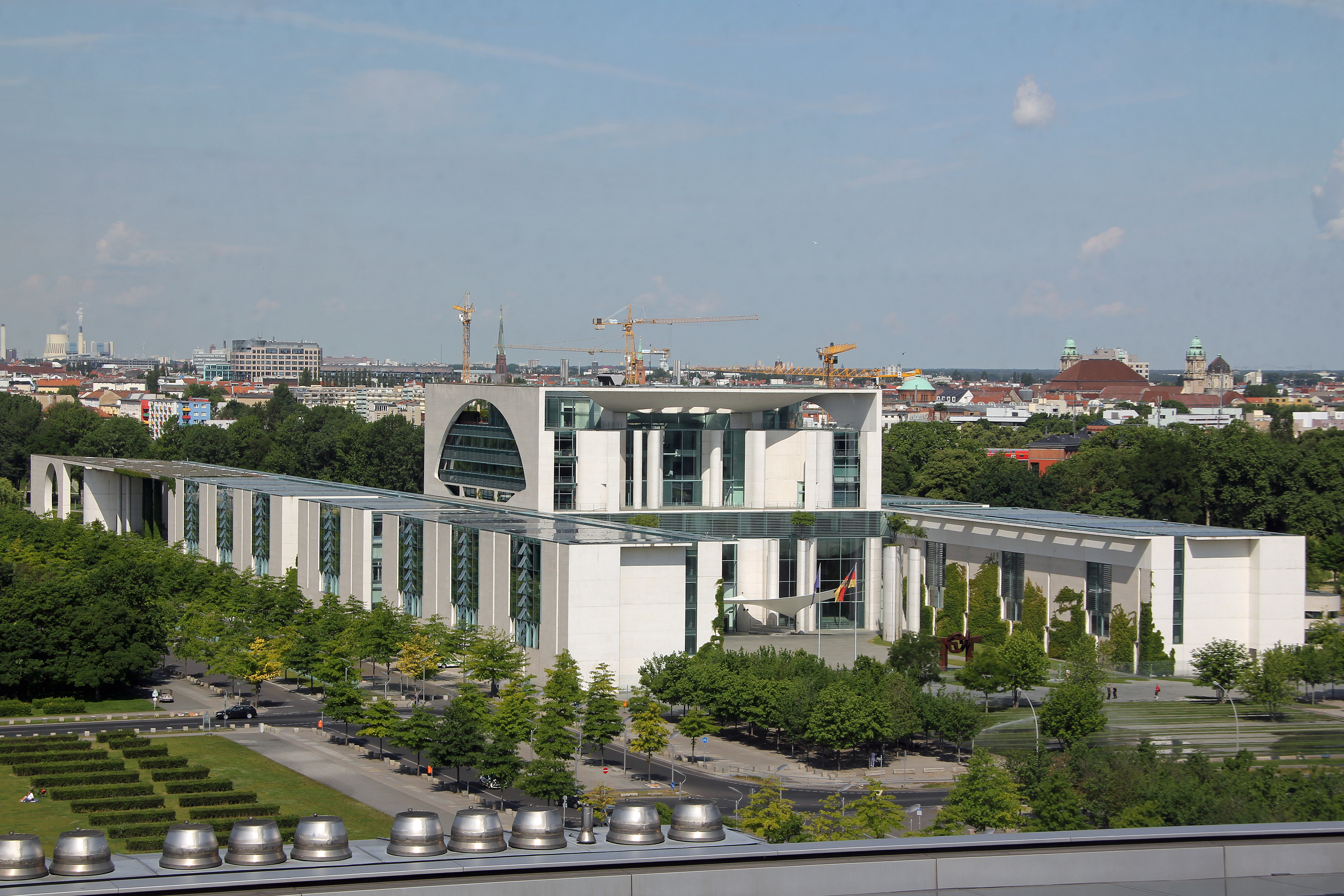
位於柏林「聯邦紐帶」建築群的聯邦總理府 (柏林)，2001年啟用

聯邦总理府（德語：Bundeskanzleramt）是德国联邦政府机构之一，为德国总理的办公室所在地。总理府的主要职责是协助总理处理联邦政府事务。职能类似英国内阁办公厅、法国总统府。

## 历任总理府國務秘書
- 弗朗茨·约瑟夫·维尔梅林 (CDU),1949–1951、沃尔特·哈尔斯坦 (CDU), 1949–1950
- 奥托·伦茨 (CDU), 1951–1953
- 汉斯·格罗布克 (CDU), 1953–1963
- 卢德格尔·韦斯特里克, 1963–1966
- 沃纳·克尼佩尔, 1966–1967
- 卡尔·卡斯滕斯 (CDU), 1967–1969
- 霍斯特·埃姆克 (SPD), 1969–1972
- 霍斯特·格拉伯特 (SPD), 1972–1974
- 曼弗雷德·舒勒 (SPD), 1974–1980
- 曼弗雷德·兰斯泰因 (SPD), 1980–1982
- 格哈德·库努夫 (-), 1982
- 瓦尔德马尔·施伦肯贝格 (CDU), 1982–1984
- 沃尔夫冈·朔伊布勒 (CDU), 1984–1989
- 鲁道夫·塞特斯 (CDU) 1989–1991
- 弗里德里希·博赫尔 (CDU), 1991–1998
- 波多·洪姆巴赫 (SPD), 1998–1999
- 弗兰克-瓦尔特·施泰因迈尔 (SPD), 1999–2005
- 托马斯·德梅齐埃 (CDU), 2005–2009
- 罗纳德·波法拉 (CDU), 2009–2013
- 彼得·阿尔特迈尔 (CDU), 2013–2018
- 海里格·布劳恩  (CDU) 2018 至今